# Fußball-Club St. Pauli von 1910 1974-1975
Questa voce raccoglie le informazioni riguardanti il Fußball-Club St. Pauli von 1910 nelle competizioni ufficiali della stagione 1974-1975.

## Stagione
Nella stagione 1974-1975 il St. Pauli, allenato da Jockel Krause, concluse il campionato di 2. Bundesliga al 3º posto. In Coppa di Germania il St. Pauli fu eliminato al terzo turno dal Colonia.

## Rosa
| N. |                      | Ruolo | Calciatore         |
| -- | -------------------- | ----- | ------------------ |
|    | Germania (bandiera)  | P     | Reinhard Rietzke   |
|    | Germania (bandiera)  | D     | Werner Baumann     |
|    | Germania (bandiera)  | D     | Jens-Peter Box     |
|    | Germania (bandiera)  | D     | Dietmar Demuth     |
|    | Germania (bandiera)  | D     | Harald Münster     |
|    | Germania (bandiera)  | D     | Frank Pätzold      |
|    | Germania (bandiera)  | D     | Manfred Waack      |
|    | Germania (bandiera)  | C     | Hermann Bredenfeld |
|    | Danimarca (bandiera) | C     | Heino Hansen       |

| N. |                      | Ruolo | Calciatore        |
| -- | -------------------- | ----- | ----------------- |
|    | Germania (bandiera)  | C     | Rolf Höfert       |
|    | Germania (bandiera)  | C     | Wolfgang Kampf    |
|    | Germania (bandiera)  | C     | Dieter Schiller   |
|    | Germania (bandiera)  | C     | Horst Wohlers     |
|    | Germania (bandiera)  | A     | Klaus-Dieter Bone |
|    | Germania (bandiera)  | A     | Wolfgang Kulka    |
|    | Germania (bandiera)  | A     | Horst Neumann     |
|    | Danimarca (bandiera) | A     | Johnny Petersen   |
|    | Germania (bandiera)  | A     | Rüdiger Wenzel    |

## Organigramma societario
Area tecnica
- Allenatore: Jockel Krause
- Allenatore in seconda:
- Preparatore dei portieri:
- Preparatori atletici:

## Calciomercato

### Sessione estiva
| Acquisti | Acquisti          | Acquisti             | Acquisti |
| R.       | Nome              | da                   | Modalità |
| -------- | ----------------- | -------------------- | -------- |
| D        | Werner Baumann    | Barmbek-Uhlenhorst   |          |
| A        | Klaus-Dieter Bone | Norimberga           |          |
| D        | Jens-Peter Box    | St. Pauli (juniores) |          |
| C        | Heino Hansen      | Slagelse             |          |
| A        | Johnny Petersen   | AB                   |          |
| P        | Reinhard Rietzke  | Bremerhaven          |          |
| A        | Rüdiger Wenzel    | Lubecca              |          |

| Cessioni | Cessioni           | Cessioni           | Cessioni |
| R.       | Nome               | a                  | Modalità |
| -------- | ------------------ | ------------------ | -------- |
| A        | Ulrich Schulz      | Barmbek-Uhlenhorst |          |
| A        | Franz Gerber       | Wuppertal          |          |
| A        | Siegfried Köstler  | Magonza            |          |
| P        | Axel Lange         | Rapide Wedding     |          |
| P        | Benno Larsen       | Holbæk             |          |
| A        | Werner Nickel      | Magonza            |          |
| C        | Wolfgang Wellnitz  | Hummelsbütteler SV |          |
| D        | Gerd Wieczorkowski | Rot-Weiss Essen    |          |

### Sessione invernale
| Acquisti | Acquisti | Acquisti | Acquisti |
| R.       | Nome     | da       | Modalità |
| -------- | -------- | -------- | -------- |

| Cessioni | Cessioni | Cessioni | Cessioni |
| R.       | Nome     | a        | Modalità |
| -------- | -------- | -------- | -------- |

## Risultati

### 2. Bundesliga

#### Girone di andata
| Arbitro: | Kaiser |

|                   |           |                            |
| Höfert 34’ (rig.) | Marcatori | 26’, 79’ Horsch 75’ Hammes |

| Arbitro: | Meijerink |

|                 |           |                       |
| Rudloff 5’, 38’ | Marcatori | 39’ Wenzel 67’ Hansen |

| Arbitro: | Boe |

|                                                            |           |  |
| Hübner 24’ Wolf 26’ Evers 51’ Plaggemeyer 58’ Schonert 62’ | Marcatori |  |

| Arbitro: | Lutz |

|                       |           |             |
| Kampf 47’ Wohlers 65’ | Marcatori | 6’ Gummlich |

| Arbitro: | Hövel |

|                   |           |              |
| Albert 90’ (rig.) | Marcatori | 81’ Petersen |

| Arbitro: | Schön |

|                           |           |                |
| Kampf 7’, 44’ Wohlers 89’ | Marcatori | 73’ Pottgießer |

| Arbitro: | Kindervater |

|                         |           |  |
| Mostert 37’ Lüttges 71’ | Marcatori |  |

| Arbitro: | Rögner |

|            |           |                          |
| Wenzel 73’ | Marcatori | 7’ Lindner 12’ Lunenburg |

| Arbitro: | Weyland |

|                  |           |            |
| Graul 34’ (rig.) | Marcatori | 55’ Wenzel |

| Arbitro: | Lutz |

|  |           |             |
|  | Marcatori | 87’ Kaemmer |

| Arbitro: | Teichert |

|                   |           |            |
| Struth 43’ (rig.) | Marcatori | 10’ Wenzel |

| Arbitro: | Basedow |

|                                  |           |              |
| Wenzel 3’, 18’ Höfert 56’ (rig.) | Marcatori | 66’ Hagemann |

| Arbitro: | Schütte |

|            |           |                        |
| Schulz 10’ | Marcatori | 32’ Petersen 85’ Kulka |

| Arbitro: | Raabe |

|            |           |                                                   |
| Höfert 10’ | Marcatori | 35’ Schildt 63’ Goldbach 72’ Segler 88’ Ackermann |

| Oberhausen 17 novembre 1974, ore 15:00 CET 15ª giornata | RW Oberhausen | 0 – 0 referto | St. Pauli | Niederrheinstadion (6 000 spett.)\| Arbitro: \| Hilker \| |
| Arbitro:                                                | Hilker        |               |           |                                                           |

| Arbitro: | Redelfs |

|            |           |               |
| Wenzel 76’ | Marcatori | 86’ Deterding |

| Arbitro: | Lutz |

|                           |           |           |
| Schock 15’ Mühlenberg 67’ | Marcatori | 26’ Kampf |

| Arbitro: | Kaiser |

| |           |                 |
| Kulka 11’ Wenzel 17’, 88’ Hansen 49’, 61’ Petersen 56’ Höfert 59’ (rig.), 87’ Wohlers 80’ (rig.) Neumann 83’ | Marcatori | 21’, 68’ Mattes |

| Arbitro: | Meijerink |

|  |           |           |
|  | Marcatori | 69’ Kulka |

#### Girone di ritorno
| Arbitro: | Raabe |

|                                |           |            |
| Wloka 40’ Babington 63’ (rig.) | Marcatori | 73’ Wenzel |

| Arbitro: | Gremmler |

|            |           |  |
| Wenzel 11’ | Marcatori |  |

| Arbitro: | Barnick |

|                                                |           |  |
| Wenzel 53’, 55’ Höfert 64’ (rig.) Schiller 75’ | Marcatori |  |

| Arbitro: | Kaiser |

|                       |           |                        |
| Struckmann 80’ (rig.) | Marcatori | 10’ Neumann 48’ Hansen |

| Arbitro: | Hanschke |

|                                                   |           |              |
| Höfert 4’ (rig.), 33’ Kulka 15’, 40’ Petersen 28’ | Marcatori | 54’ Fritsche |

| Arbitro: | Gabor |

|                          |           |  |
| Nover 74’ Pottgießer 80’ | Marcatori |  |

| Arbitro: | König |

|            |           |  |
| Wenzel 27’ | Marcatori |  |

| Arbitro: | Fork |

|             |           |                 |
| Hanisch 35’ | Marcatori | 40’, 59’ Höfert |

| Arbitro: | Boe |

|                                |           |  |
| Kulka 3’ Hansen 15’ Wenzel 49’ | Marcatori |  |

| Arbitro: | Bartnick |

|  |           |             |
|  | Marcatori | 37’ Neumann |

| Arbitro: | Barnick |

|                      |           |                                     |
| Wenzel 45’, 76’, 79’ | Marcatori | 86’ Oleknavicius 87’ (aut.) Neumann |

| Arbitro: | Niemann |

|  |           |                                                                      |
|  | Marcatori | 55’, 56’ Wenzel 61’ Kulka 64’ (aut.) Schenk 69’ Neumann 80’ Schiller |

| Arbitro: | Zittrich |

|            |           |  |
| Höfert 30’ | Marcatori |  |

| Arbitro: | Overberg |

|                                     |           |            |
| Schildt 6’ Wolf 37’, 59’ Segler 75’ | Marcatori | 29’ Wenzel |

| Arbitro: | Zuchantke |

|                                         |           |                |
| Neumann 3’, 54’ Höfert 38’ Petersen 83’ | Marcatori | 24’ Königsmann |

| Arbitro: | Neufeld |

|  |           |                                               |
|  | Marcatori | 43’ Wenzel 54’ (rig.) Höfert 81’, 89’ Neumann |

| Arbitro: | Jensen |

|                      |           |            |
| Wenzel 60’ Kulka 81’ | Marcatori | 27’ Schock |

| Arbitro: | Kaiser |

|                       |           |                                   |
| Krause 16’ Wallek 86’ | Marcatori | 41’ Wohlers 44’ Höfert 76’ Wenzel |

| Arbitro: | Rögner |

|                       |           |  |
| Höfert 43’ Hansen 57’ | Marcatori |  |

### Coppa di Germania
| Arbitro: | Brückner |

|                                 |           |  |
| Kampf 2’, 56’ Höfert 74’ (rig.) | Marcatori |  |

| Arbitro: | Gabor |

|                                                                             |           |                            |
| Bone 9’ Wenzel 13’, 30’ Wohlers 16’ Neumann 74’, 78’ Petersen 76’ Kulka 84’ | Marcatori | 19’ März 73’, 88’ Scheller |

| Arbitro: | Schröder |

|                                      |           |           |
| Neumann 2’ Flohe 32’, 73’ Müller 39’ | Marcatori | 66’ Waack |

## Statistiche

### Statistiche di squadra
| Competizione      | Punti | In casa | In casa | In casa | In casa | In casa | In casa | In trasferta | In trasferta | In trasferta | In trasferta | In trasferta | In trasferta | Totale | Totale | Totale | Totale | Totale | Totale | DR  |
| Competizione      | Punti | G       | V       | N       | P       | Gf      | Gs      | G            | V            | N            | P            | Gf           | Gs           | G      | V      | N      | P      | Gf     | Gs     | DR  |
| ----------------- | ----- | ------- | ------- | ------- | ------- | ------- | ------- | ------------ | ------------ | ------------ | ------------ | ------------ | ------------ | ------ | ------ | ------ | ------ | ------ | ------ | --- |
| 2. Bundesliga     | 50    | 19      | 14      | 1       | 4       | 48      | 21      | 19           | 8            | 5            | 6            | 29           | 27           | 38     | 22     | 6      | 10     | 77     | 48     | +29 |
| Coppa di Germania | -     | 2       | 2       | 0       | 0       | 11      | 3       | 1            | 0            | 0            | 1            | 1            | 4            | 3      | 2      | 0      | 1      | 12     | 7      | +5  |
| Totale            | 50    | 21      | 16      | 1       | 4       | 59      | 24      | 20           | 8            | 5            | 7            | 30           | 31           | 41     | 24     | 6      | 11     | 89     | 55     | +34 |

### Andamento in campionato
| Giornata  | 1  | 2  | 3  | 4  | 5  | 6  | 7  | 8  | 9  | 10 | 11 | 12 | 13 | 14 | 15 | 16 | 17 | 18 | 19 | 20 | 21 | 22 | 23 | 24 | 25 | 26 | 27 | 28 | 29 | 30 | 31 | 32 | 33 | 34 | 35 | 36 | 37 | 38 |
| --------- | -- | -- | -- | -- | -- | -- | -- | -- | -- | -- | -- | -- | -- | -- | -- | -- | -- | -- | -- | -- | -- | -- | -- | -- | -- | -- | -- | -- | -- | -- | -- | -- | -- | -- | -- | -- | -- | -- |
| Luogo     | C  | T  | T  | C  | T  | C  | T  | C  | T  | C  | T  | C  | T  | C  | T  | C  | T  | C  | T  | T  | C  | C  | T  | C  | T  | C  | T  | C  | T  | C  | T  | C  | T  | C  | T  | C  | T  | C  |
| Risultato | P  | N  | P  | V  | N  | V  | P  | P  | N  | P  | N  | V  | V  | P  | N  | N  | P  | V  | V  | P  | V  | V  | V  | V  | P  | V  | V  | V  | V  | V  | V  | V  | P  | V  | V  | V  | V  | V  |
| Posizione | 16 | 17 | 20 | 17 | 15 | 12 | 11 | 15 | 15 | 16 | 16 | 13 | 10 | 13 | 13 | 13 | 15 | 13 | 10 | 12 | 11 | 9  | 9  | 7  | 7  | 7  | 7  | 7  | 7  | 7  | 6  | 4  | 6  | 6  | 5  | 3  | 3  | 3  |

Legenda:

Luogo: C = Casa; T = Trasferta. Risultato: V = Vittoria; N = Pareggio; P = Sconfitta.

### Statistiche dei giocatori
| Giocatore     | 2. Bundesliga | 2. Bundesliga | 2. Bundesliga | 2. Bundesliga | Coppa di Germania | Coppa di Germania | Coppa di Germania | Coppa di Germania | Totale   | Totale | Totale      | Totale     |
| Giocatore     | Presenze      | Reti          | Ammonizioni   | Espulsioni    | Presenze          | Reti              | Ammonizioni       | Espulsioni        | Presenze | Reti   | Ammonizioni | Espulsioni |
| ------------- | ------------- | ------------- | ------------- | ------------- | ----------------- | ----------------- | ----------------- | ----------------- | -------- | ------ | ----------- | ---------- |
| W. Baumann    | 27            | 0             | 4             | 0             | 2                 | 0                 | 0                 | 0                 | 29       | 0      | 4           | 0          |
| K. Bone       | 5             | 0             | 0             | 0             | 1                 | 1                 | 0                 | 0                 | 6        | 1      | 0           | 0          |
| J. Box        | 1             | 0             | 0             | 0             | 0                 | 0                 | 0                 | 0                 | 1        | 0      | 0           | 0          |
| H. Bredenfeld | 0             | 0             | 0             | 0             | 0                 | 0                 | 0                 | 0                 | 0        | 0      | 0           | 0          |
| D. Demuth     | 1             | 0             | 0             | 0             | 0                 | 0                 | 0                 | 0                 | 1        | 0      | 0           | 0          |
| H. Hansen     | 38            | 6             | 1             | 0             | 3                 | 0                 | 0                 | 0                 | 41       | 6      | 1           | 0          |
| R. Höfert     | 38            | 15            | 4             | 0             | 3                 | 1                 | 0                 | 0                 | 41       | 16     | 4           | 0          |
| W. Kampf      | 35            | 4             | 2             | 0             | 2                 | 2                 | 0                 | 0                 | 37       | 6      | 2           | 0          |
| W. Kulka      | 29            | 8             | 2             | 0             | 3                 | 1                 | 0                 | 0                 | 32       | 9      | 2           | 0          |
| H. Münster    | 24            | 0             | 2             | 0             | 2                 | 0                 | 1                 | 0                 | 26       | 0      | 3           | 0          |
| H. Neumann    | 33            | 8             | 1             | 0             | 2                 | 2                 | 0                 | 0                 | 35       | 10     | 1           | 0          |
| J. Petersen   | 38            | 5             | 1             | 0             | 3                 | 1                 | 0                 | 0                 | 41       | 6      | 1           | 0          |
| F. Pätzold    | 18            | 0             | 1             | 0             | 2                 | 0                 | 0                 | 0                 | 20       | 0      | 1           | 0          |
| R. Rietzke    | 38            | 0             | 0             | 0             | 3                 | 0                 | 0                 | 0                 | 41       | 0      | 0           | 0          |
| D. Schiller   | 31            | 2             | 3             | 1             | 3                 | 0                 | 0                 | 0                 | 34       | 2      | 3           | 1          |
| U. Schulz     | 7             | 0             | 2             | 0             | 1                 | 0                 | 0                 | 0                 | 8        | 0      | 2           | 0          |
| M. Waack      | 25            | 0             | 1             | 0             | 1                 | 1                 | 0                 | 0                 | 26       | 1      | 1           | 0          |
| R. Wenzel     | 37            | 24            | 4             | 0             | 3                 | 2                 | 0                 | 0                 | 40       | 26     | 4           | 0          |
| H. Wohlers    | 37            | 4             | 7             | 0             | 3                 | 1                 | 1                 | 0                 | 40       | 5      | 8           | 0          |